# Josef Mader
Josef Mader (8. září 1754 Vídeň – 25. prosince 1815 Praha) byl český právník a numismatik.

## Život
Narodil se ve Vídni v rodině sochaře Johanna Christopha Madera († 1761), který pocházel z Čech (jeho otec byl šafář v Oldříši). Josef absolvoval právo v roce 1777 na vídeňské univerzitě, načež od roku 1779 působil jako profesor státovědy a zakladatel samostatného oboru statistiky na právnické fakultě Karlo-Ferdinandově univerzitě v Praze. Údajně pracoval velmi tvrdě a i v noci, ovšem z tohoto tempa musel slevit po propuknutí nemoci a začal se věnovat numismatice (která ho tolik nevysilovala jako statistika), ať už své sbírce, tak teoretickým vědeckým spisům (byl přímým pokračovatelem díla Mikuláše Adaukta Voigta).
Od roku 1796 byl členem Královské české společnosti nauk, od roku 1802 do své smrti zde působil jako pokladník a v letech 1804–1805 byl ředitelem společnosti. V roce 1803 s Josephem Löhnerem koupil panství Roztoky, ovšem záhy se své poloviny vzdal. Trpěl oční vadou a patřil k iniciátorům ústavu pro nevidomé na Hradčanech.

## Pocty
- 1800 - jmenován císařským radou
- 1810 - vyznamenán Leopoldovým řádem
- 1815 - povýšen do rytířského stavu

## Dílo
- Über Begriff und Lehrart der Statistik, 1793
- Kritische Beyträge zur Münzkunde des Mittelalters, dohromady 9 dílů připraveno k vydání, v letech 1803-1810 vydány 3
- Versuch über die Brakteaten: insbesondere über die Böhmischen, 1797
- Zweyter Versuch über die Brakteaten, 1808